# Nouvelle Star
Nouvelle Star (ou À la recherche de la nouvelle star lors de la première saison) est une émission de télévision française de télé-crochet. Elle est  diffusée sur M6 du 27 mars 2003 au 16 juin 2010, puis sur D8 du 11 décembre 2012 au 3 mai 2016 avant d’être de retour sur M6 du 1er novembre 2017 au 20 décembre 2017, ainsi qu'en février 2023 pour une saison spéciale.
Le programme est fondé sur le format à succès Pop Idol et produit par FremantleMedia et 19TV Ltd.

## Déroulement de l'émission

### Les castings
Un jury composé de quatre professionnels issus du monde de la musique ou du spectacle sillonne les grandes villes de France (Marseille, Rennes, Paris, Lyon, Toulouse, Lille, Nantes (en 2008) ainsi que Strasbourg (en 2008 et 2010) et en Belgique où sont organisées des auditions afin de découvrir la Nouvelle Star. C'est ce que l'on appelle Les castings ou Les auditions. Lors de la neuvième saison, les castings ne se déroulent qu'à Marseille, Paris et Lyon.
Chaque candidat reçoit un badge avec un numéro qui le suivra tout le long de son parcours. Il passe tout d'abord un pré-casting filmé où il doit interpréter le morceau qu'il a choisi (cette étape alimente la rubrique des Inoubliables). Les directeurs de casting décident alors si le candidat passe ou non devant le jury.
Le candidat se retrouve alors devant le jury qu'il doit convaincre en quelques minutes en interprétant une ou deux chansons de son choix. Il peut s'accompagner d'un instrument ou chanter a cappella. Un piano est amené sur le plateau si le candidat le désire.
À la fin de sa prestation, chaque juré donne son opinion et exprime un « oui » ou un « non ». Pour passer à l'étape suivante, le candidat doit convaincre au moins trois des quatre membres du jury. En cas de deux « oui » et deux « non », le jury lui demande de chanter une nouvelle chanson afin de pouvoir obtenir un troisième « oui ». Ceux qui obtiennent le précieux sésame sont sélectionnés pour l'étape suivante. Ces castings sont résumés lors des trois ou quatre premières émissions.

### Le Théâtre
L'étape suivante est appelée Le Théâtre. De nouvelles auditions sont organisées sur une période de trois jours (résumées en deux ou trois émissions) dans un grand théâtre parisien (le plus souvent au Trianon).
Les exercices sont imposés et permettent de juger la qualité artistique des candidats sur des critères précis : justesse, rythme, mémorisation d'un texte, apprentissage accéléré d'une chanson, capacité à chanter en trio, gestion de la fatigue et du stress, etc.
Le premier jour, les candidats doivent se présenter sur la scène du théâtre par lignes de huit candidats pour y chanter chacun à leur tour a cappella une chanson de leur choix. À partir de la saison 11, les instruments y sont autorisés.
Le deuxième jour, la soixantaine de candidats retenus à l'épreuve précédente doit choisir parmi deux chansons imposées (différentes pour les filles et les garçons), se répartir suivant leur tonalité et ensuite former selon leur gré des trios pour présenter au jury la chanson choisie, accompagnés par le pianiste de l'émission.
Le troisième et dernier jour, les candidats retenus (environ 40) doivent choisir, parmi une sélection restreinte de chansons, un titre à chanter au micro, accompagné d'une bande musicale. Au terme de cette ultime épreuve, aussi appelée « PBO » (Playback orchestre), seulement 20 participants sont retenus.
Jusqu'à la saison 8, les jurés affinent leur choix en revisionnant toutes les prestations des candidats, pour n'en retenir finalement qu'une quinzaine pour le premier prime (émission en première partie de soirée).
À partir de la saison 9, les candidats restants doivent réinterpréter une chanson de leur choix devant le jury, afin que ce dernier fasse son choix définitif. Lors de la saison 11, une épreuve de sélection supplémentaire est instaurée : « l'épreuve du feu ». Les participants doivent se présenter sur scène, accompagnés du groupe qui joue sur les primes, pour interpréter une chanson face à un public.

### Lesprimes-times

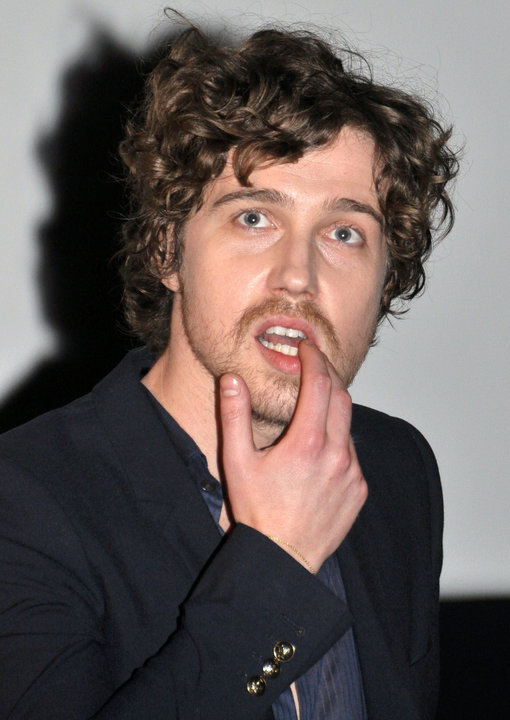
Julien Doré, vainqueur de la saison 5 en 2007.

Les premières parties de soirée, au nombre d'une dizaine jusqu'à la finale, commencent à la sixième semaine de diffusion du jeu et se déroulent en direct au pavillon Baltard pendant les saisons 2 à 8. À partir de la saison 9, ils se déroulent à l'Arche Saint-Germain, chapiteau monté pour l'occasion sur l'île Saint-Germain, en région parisienne (Issy-les-Moulineaux).
Une émission-type contient au moins un passage de chacun des candidats (deux lorsqu'ils ne sont plus très nombreux et trois en finale). Ils doivent interpréter des chansons connues, anciennes ou récentes. Chaque performance est évaluée et commentée par chaque membre du jury. À partir de la saison 4, il donne une couleur en fonction de son avis (bleu s'il juge la prestation satisfaisante, rouge s'il juge la prestation décevante ou mauvaise). Le jury n'a cependant plus qu'un rôle consultatif à ce stade de l'émission. Au cours de la saison 10, une nouveauté est instaurée : pendant chaque prestation, un sondage est effectué via Twitter, permettant aux téléspectateurs d'attribuer également une couleur aux candidats, qui est dévoilée après l'avis du jury.
Les interprétations sont entrecoupées, selon le temps disponible, de séquences vidéo diverses. Certaines rappellent le parcours des candidats, montrant leur famille, leur vie quotidienne depuis l'émission, etc. Enfin, la prestation, jugée comique ou humoristique, de certains candidats ayant échoué à l'audition est diffusée (séquences intitulées « les inoubliables »).
En plus des passages individuels, les candidats sont amenés à effectuer des performances collectives qui ne sont pas évaluées par le jury (chansons interprétées en groupe ou en duo).
Pendant l'émission, le public vote pour ses candidats favoris, par téléphone ou par SMS (numéros payants). Depuis le 14 avril 2010, un nouveau moyen de vote interactif (et payant) a été mis en place pour les possesseurs de la Neufbox. En fin de soirée, chaque semaine, le candidat qui a obtenu le moins de votes est éliminé de la compétition (il peut y avoir plusieurs candidats éliminés lors des toutes premières émissions). Le déroulement des votes de Nouvelle Star est différent de celui d'American Idol qui lui sert de modèle. En France, le candidat éliminé est annoncé à la fin de l'émission par un huissier de justice (Maître Nadjar jusqu'en 2010, Maître Reynaud en 2013 et Maître Bayle en 2014), tandis que dans la version américaine de l'émission il n'est annoncé qu'après, à l'issue d'une période de vote concentrée pendant les deux heures qui suivent l'émission.
En 2008, le jury avait un droit de repêchage qu'il a utilisé dès le second prime et qui ne fut pas reconduit pour les saisons suivantes.
Les primes de l'édition 2010 ont droit à un nouveau décor. En effet, après deux éditions sans changement dans ce domaine, le pavillon Baltard a subi cette année-là un relooking. Le nouveau plateau est légèrement inspiré de celui de X Factor en Angleterre, avec une scène rétro-éclairée, des lustres-néons cylindriques…
L'orchestre qui accompagne les candidats est dirigé par Olivier Schultheis. Il est composé de Franck Sitbon au piano, Marc Périer à la basse, Jean-Philippe Fanfant (remplacé en 2010 par Loïc Pontieux) à la batterie, Sébastien Cortella aux claviers, François Bodin et Michel-Yves Kochmann (remplacé en 2006 et 2009 par Hervé Brault et par Sébastien Chouard lors des deux dernières émissions en 2010) aux guitares.
En 2003 la prise de son musicale est assurée par Jean-Louis Louis Nathan dans les locaux de VCF, de 2004 à 2010, Jean Marc Aringoli officie en tant qu'ingénieur du son musique sur l'émission.
À partir de 2013, c'est Stéphan Gaubert qui est chargé des arrangements musicaux. L'orchestre est cette année-là composé de François Bodin et Fabien Mornet au'x guitares, Rémy Léger à la basse, Loïc Pontieux à la batterie, Vincent Bidal au piano et Jean-Baptiste Sabiani aux claviers.

### Nouvelle Star, ça continue...
Cette émission revenait sur le prime-time écoulé. Les animateurs et animatrices recueillement les réactions des candidats et du jury.

### Émissions spéciales
Des prime-time spéciaux intitulés Nouvelle Star : le rappel ont été diffusées après la fin de certaines saisons[réf. nécessaire].
Deux émissions spéciales ont été enregistrées les 23 et 24 novembre 2022 pour les 20 ans de la Nouvelle Star.

## Identité visuelle

Logo de la saison 1 (2003)
Logo de la saison 2 à la saison 12 (2004 à 2016)
Logo de la saison 13 (2017)

## Participants

### Composition du programme
| Saisons      | 1 (2003)                                        | 2 (2004)                                        | 3 (2005)                                        | 4 (2006)                                        | 5 (2007)                                        | 6 (2008)                                        | 7 (2009)                                        | 8 (2010)                                        | 9 (2013)        | 10 (2014)       | 11 (2015)         | 12 (2016)       | 13 (2017)        | Spécial 20 ans (2023) |
| ------------ | ----------------------------------------------- | ----------------------------------------------- | ----------------------------------------------- | ----------------------------------------------- | ----------------------------------------------- | ----------------------------------------------- | ----------------------------------------------- | ----------------------------------------------- | --------------- | --------------- | ----------------- | --------------- | ---------------- | --------------------- |
| Présentation | Benjamin Castaldi                               | Benjamin Castaldi                               | Benjamin Castaldi                               | Benjamin Castaldi                               | Virginie Efira                                  | Virginie Efira                                  | Virginie Guilhaume                              | Virginie Guilhaume                              | Cyril Hanouna   | Cyril Hanouna   | Benjamin Castaldi | Laurie Cholewa  | Shy'm            | Karine Lemarchand     |
| Présentation | Virginie Efira                                  |                                                 |                                                 | Virginie Efira                                  | Virginie Efira                                  | Virginie Efira                                  | Virginie Guilhaume                              | Virginie Guilhaume                              | Cyril Hanouna   | Cyril Hanouna   | Benjamin Castaldi | Laurie Cholewa  | Shy'm            | Karine Lemarchand     |
| L'After      | Estelle Denis, Camille Combal et Jérôme Anthony | Estelle Denis, Camille Combal et Jérôme Anthony | Estelle Denis, Camille Combal et Jérôme Anthony | Estelle Denis, Camille Combal et Jérôme Anthony | Estelle Denis, Camille Combal et Jérôme Anthony | Estelle Denis, Camille Combal et Jérôme Anthony | Estelle Denis, Camille Combal et Jérôme Anthony | Estelle Denis, Camille Combal et Jérôme Anthony | Enora Malagré   | Enora Malagré   | Laure Falesse     | Laure Falesse   | Erika Moulet     | -                     |
| Jury         | André Manoukian                                 | André Manoukian                                 | André Manoukian                                 | André Manoukian                                 | André Manoukian                                 | André Manoukian                                 | André Manoukian                                 | André Manoukian                                 | André Manoukian | André Manoukian | André Manoukian   | André Manoukian | Benjamin Biolay  | André Manoukian       |
| Jury         | Dove Attia                                      | Dove Attia                                      | Dove Attia                                      | Dove Attia                                      | Dove Attia                                      | Sinclair                                        | Sinclair                                        | Marco Prince                                    | Sinclair        | Sinclair        | Sinclair          | Sinclair        | Dany Synthé      | Dove Attia            |
| Jury         | Varda Kakon                                     | Marianne James                                  | Marianne James                                  | Marianne James                                  | Marianne James                                  | Lio                                             | Lio                                             | Lio                                             | Maurane         | Maurane         | Élodie Frégé      | Élodie Frégé    | Cœur de Pirate   | Marianne James        |
| Jury         | Lionel Florence                                 | Manu Katché                                     | Manu Katché                                     | Manu Katché                                     | Manu Katché                                     | Philippe Manœuvre                               | Philippe Manœuvre                               | Philippe Manœuvre                               | Olivier Bas     | Olivier Bas     | Yarol Poupaud     | JoeyStarr       | Nathalie Noennec | Manu Katché           |
| Vainqueurs   | Jonatan Cerrada                                 | Steeve Estatof                                  | Myriam Abel                                     | Christophe Willem                               | Julien Doré                                     | Amandine Bourgeois                              | Soan                                            | Luce                                            | Sophie-Tith     | Mathieu Saïkaly | Emji              | Paul Plexi      | Xavier Mateú     | -                     |
| Chaîne       | M6                                              | M6                                              | M6                                              | M6                                              | M6                                              | M6                                              | M6                                              | M6                                              | D8              | D8              | D8                | D8              | M6               | M6                    |

### Présentation
Benjamin Castaldi a présenté les trois premières saisons et treize primes de la 4. Après l'annonce de son départ pour TF1, M6 refusa de le laisser continuer à présenter l'émission. Virginie Efira le remplaça au pied levé pour les trois derniers primes et poursuivra ensuite la présentation des éditions suivantes jusqu'en 2008. À partir de 2009, à la suite de son départ pour Canal+, Virginie Guilhaume la remplace.
Sur les prime time de la saison 1, Elsa Fayer soutenait les candidats dans les coulisses de l'émission.
Une série télévisée nommée Off Prime, née de l'imagination de Christophe Fort et relatant la vie quotidienne romancée de Virginie Efira lorsqu'elle n'est plus sur le plateau de la Nouvelle Star, a été diffusée durant deux saisons. Lors de la seconde, à la suite de diverses péripéties, c'est d'ailleurs Magloire qui hérite de la présentation de l'émission, ce qui n'a jamais eu lieu en réalité.

Membres du jury 2017
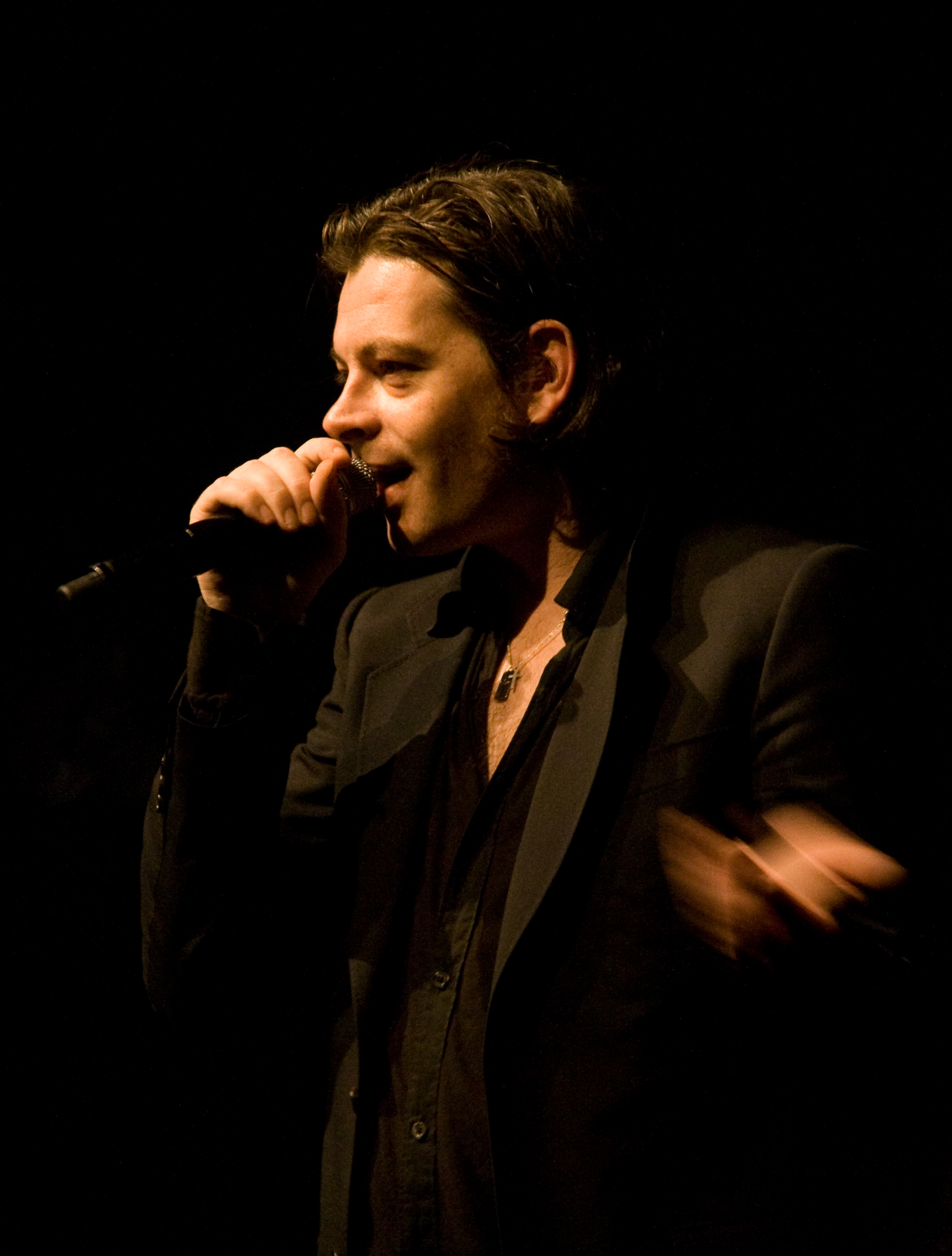
Benjamin Biolay
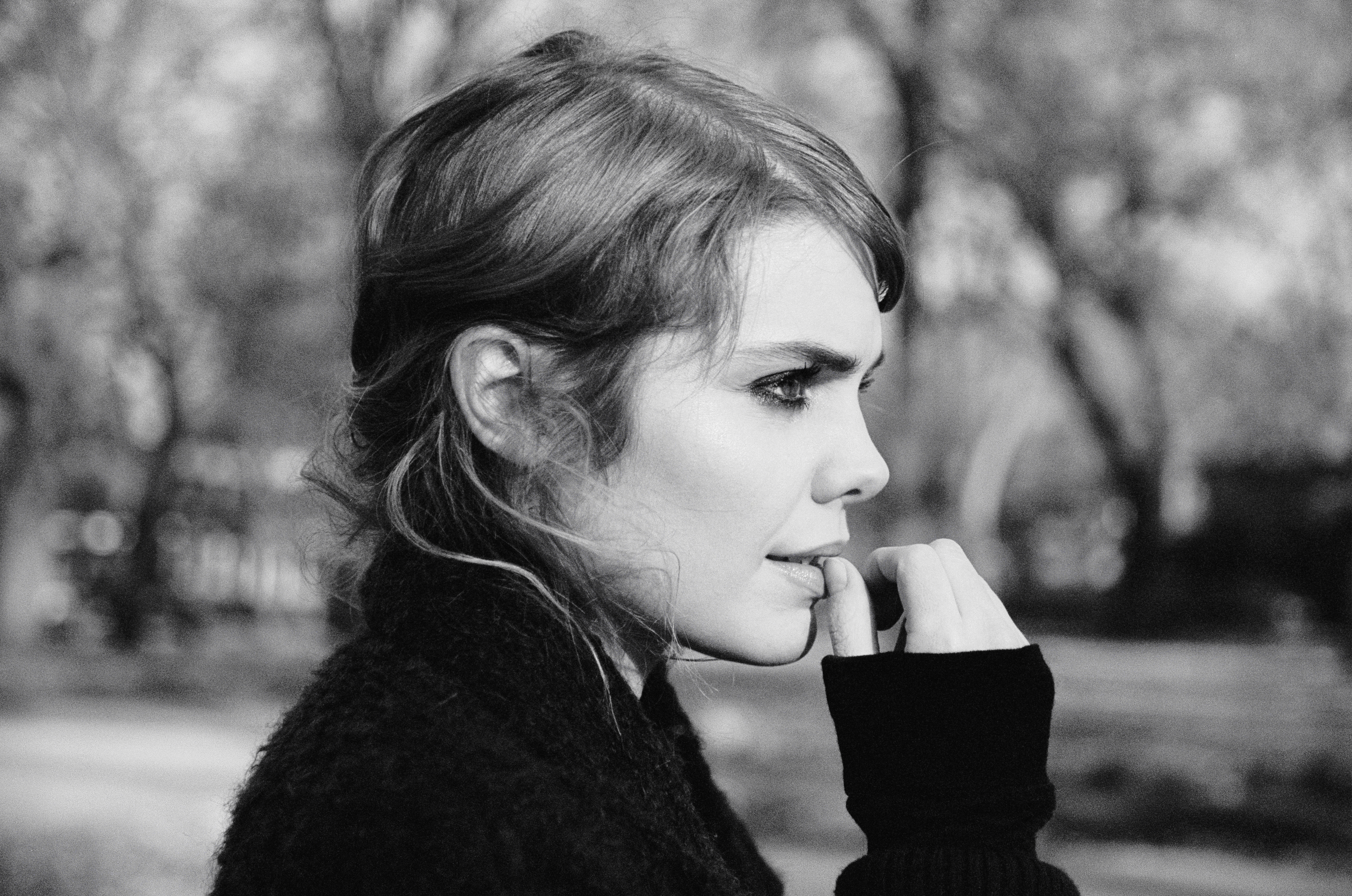
Cœur de Pirate
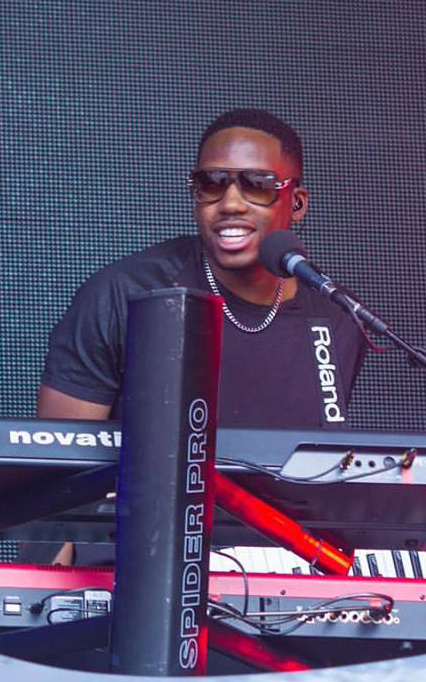
Dany Synthé
Nathalie Noennec

### Jury
Lors de la première saison intitulée À la recherche de la Nouvelle Star le jury est composé d'André Manoukian, Dove Attia, Varda Kakon et Lionel Florence ; ces 2 derniers n'ont pas rempilé et n'auront fait qu'une seule saison.
Les saisons 2 à 5 ont été marquées par un jury identique (André Manoukian, Dove Attia, Marianne James, Manu Katché, ainsi que les saisons 6-7 (Manoukian, Philippe Manœuvre, Lio, Sinclair) et 9-10 (Manoukian, Olivier Bas, Maurane, Sinclair).
Dove Attia et Manu Katché se sont fait remarquer par leurs « coups de gueule ».
Lors de l'émission du 5 mai 2009, Sinclair est curieusement absent dans le jury. La présentatrice de l'émission, Virginie Guilhaume, annonce en direct que le roi du funk français serait malade. Dès le lendemain, plusieurs médias s'emparent de l'information et lancent des hypothèses pour expliquer cette absence. On parle de varicelle, d'une soirée trop arrosée, de la présence ce soir-là de Julien Doré que Sinclair ne supporte pas. C'est la première fois dans l'histoire de cette émission, tous pays confondus, qu'un membre du jury est absent. Il confirmera par la suite avoir eu la varicelle.
Pour la saison 8 (2009), Sinclair a affirmé ne pas vouloir revenir, afin de se consacrer à d'autres choses. De plus, il regrette le niveau des candidats de la saison précédente. Marco Prince le remplace dans le jury.
Pour la saison 9, André Manoukian et Sinclair sont de retour. Maurane et Olivier Bas les rejoignent.
La chanteuse et gagnante de la saison 3 Star Academy, Élodie Frégé, intègre le jury lors de la saison 11. Elle remplace Olivier Bas. Maurane annonce sur Twitter le 11 juin 2014 qu'elle ne reviendra pas. Elle est remplacée par Yarol Poupaud.
Amusés par les envolées lyriques d'André Manoukian, le journal Libération lance régulièrement des défis à André Manoukian (puis à Philippe Manœuvre), les « dédéfis » (puis « dédéfifis »). Il s'agit pour les jurés de placer certains mots ou phrases (« Spinoza », « Eyjafjallajökull »…). Manoukian déclare qu'ils sont comme une sorte de « cinquième colonne » (5e membre du jury), et va jusqu'à porter un tee-shirt dans ce sens (pour relever un « dédéfi »). D'autres membres du jury demandent à Manoukian d’arrêter les « défis stupides », tandis que d'autres médias comme Télé 7 jours ou Le Parisien ne s'aperçoivent pas du jeu.

### Coachs
Coachs vocaux
- Jasmine Roy (saisons 1 à 8)
- François Valade (Saisons 12)
- Nathalie Dupuy (saisons 1 à 8)
- Hélène Bohy (saisons 9 à 11)
- Miguel-Ange Sarmiento (saisons 9 à 11)

Chorégraphe
- Stéphane Jarny

## Déroulement des saisons

### Saison 1 (2003)
La première saison, intitulée À la recherche de la nouvelle star, a été diffusée du 27 mars 2003 au 10 juillet 2003 sur M6.
Elle a été remportée par Jonatan Cerrada.

### Saison 2 (2004)
La deuxième saison a été diffusée du 11 février 2004 au 13 mai 2004 sur M6. À partir de cette année, elle s'appelle désormais uniquement Nouvelle Star.
Elle a été remportée par Steeve Estatof.

### Saison 3 (2005)
La troisième saison a été diffusée du 10 février 2005 au 12 mai 2005.
Elle a été remportée par Myriam Abel.

### Saison 4 (2006)

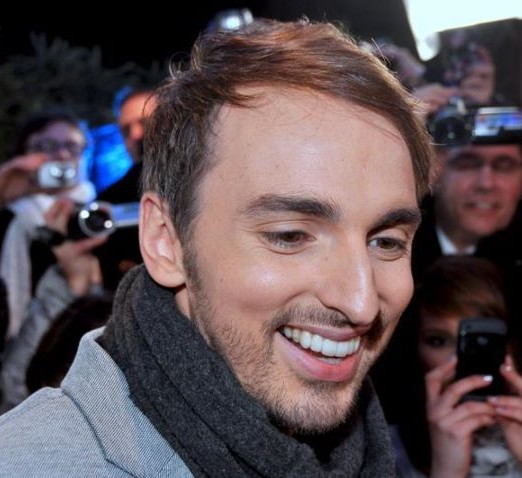
Christophe Willem, vainqueur en 2006 de la saison 4.

La quatrième saison a été diffusée du 22 février 2006 au 8 juin 2006
Elle a été remportée par Christophe Willem.

### Saison 5 (2007)
La cinquième saison a été diffusée du 28 février 2007 au 13 juin 2007.
Elle a été remportée par Julien Doré.

### Saison 6 (2008)
La sixième saison a été diffusée du 21 février 2008 au 11 juin 2008.
Elle a été remportée par Amandine Bourgeois.

### Saison 7 (2009)
La septième saison a été diffusée du 24 février 2009 au 9 juin 2009.
Elle a été remportée par Soan.

### Saison 8 (2010)
La huitième saison a été diffusée du 2 mars 2010 au 16 juin 2010.
Cette saison sera la dernière diffusée sur M6, avant son retour sur D8.
Elle a été remportée par Luce.
Le 31 août 2010, Bibiane Godfroid, la directrice des programmes de M6 a annoncé que Nouvelle Star allait marquer une pause après huit saisons à la suite d'une érosion des audiences. L'émission n'a pas été reconduite au printemps 2011, remplacée par le télé-crochet X Factor, dont la première saison avait été diffusée sur sa petite sœur W9 à la rentrée 2009. Bibiane Godfroid a cependant précisé qu'M6 ne se séparait pas du concept Nouvelle Star, car l'émission avait encore un potentiel, mais selon les audiences que réaliserait X Factor sur M6, une alternance serait par la suite possible avec Nouvelle Star. À la suite de l'échec de X Factor, Bibiane Godfroid annonce le 4 juillet 2012 que Nouvelle Star ne reviendra pas non plus sur M6.

### Saison 9 (2012-2013)
En décembre 2012, l'émission fait son retour sur D8,, présentée par Cyril Hanouna, après le rachat des droits de l'émission par le Groupe Canal+.
Les anciens jurés qui reviennent sont André Manoukian et Sinclair. Deux nouveaux jurés les rejoignent, Maurane et Olivier Bas.
Le pavillon Baltard étant déjà loué pour l'hiver 2013, les primes en direct se déroulent à partir du 15 janvier 2013 dans un chapiteau qui porte le nom de l'Arche Saint-Germain, situé dans le parc départemental de l'île Saint-Germain à Issy-les-Moulineaux.
La neuvième saison a été diffusée du 11 décembre 2012 au 26 février 2013.
Elle a été remportée par Sophie-Tith.

### Saison 10 (2013-2014)
La nouvelle saison de Nouvelle Star se déroule sur quatre mois, au lieu de trois mois pour la saison précédente. Les primes se déroulent une nouvelle fois sur l'île Saint-Germain à Issy-les-Moulineaux.
La dixième saison a été diffusée du 31 octobre 2013 au 20 février 2014 sur D8.
Elle a été remportée par Mathieu Saïkaly.

### Saison 11 (2014-2015)
La onzième saison a été diffusée du 27 novembre 2014 au 12 mars 2015 sur D8 et a accueilli deux nouveaux jurés Élodie Frégé et Yarol Poupaud, aux côtés de Sinclair et d'André Manoukian.
La saison est présentée par Benjamin Castaldi, animateur des trois premières saisons sur M6.
Elle a été remportée par Emji.

### Saison 12 (2016)
La douzième saison a été diffusée du 16 février 2016 au 3 mai 2016 et a accueilli un nouveau juré, JoeyStarr, à la suite du départ de Yarol Poupaud, et qui a été accompagné par Élodie Frégé, Sinclair et André Manoukian. Cette saison a été marquée par un épisode de racisme anti asiatique de la part du jury mais aussi de la production.
Laurie Cholewa est l'animatrice de cette douzième saison.
Elle a été remportée par Patrick Rouiller, au bout de sa troisième tentative[réf. nécessaire]. Il choisira comme nom de scène Paul Plexi.

### Saison 13 (2017)
La treizième saison a été diffusée sur M6 du 1er novembre 2017 au 20 décembre 2017 et a accueilli un tout nouveau jury : Benjamin Biolay, Cœur de pirate, Dany Synthé et Nathalie Noennec. Cette saison est présentée par la chanteuse Shy'm.
Cette saison est remportée par Xavier Matheu avec notamment une ultime reprise de Vivre ou Survivre de Daniel Balavoine.

### Saison spéciale 20 ans (2023)
La saison spéciale 20 ans a été diffusée sur M6 du 15 février 2023 au 22 février 2023. Elle a accueilli de nouveau l'un des jurys mythiques : André Manoukian, Marianne James, Dove Attia, Manu Katché et Marco Prince, ainsi qu'une trentaine de candidats ayant marqué les premières saisons de Nouvelle star.
Cette saison est animée par Karine Lemarchand.

## Palmarès

### Par saisons
| Rang | Candidats (par ordre d'élimination de bas en haut) | Candidats (par ordre d'élimination de bas en haut) | Candidats (par ordre d'élimination de bas en haut) | Candidats (par ordre d'élimination de bas en haut) | Candidats (par ordre d'élimination de bas en haut) | Candidats (par ordre d'élimination de bas en haut) | Candidats (par ordre d'élimination de bas en haut) | Candidats (par ordre d'élimination de bas en haut) | Candidats (par ordre d'élimination de bas en haut) | Candidats (par ordre d'élimination de bas en haut) | Candidats (par ordre d'élimination de bas en haut) | Candidats (par ordre d'élimination de bas en haut) | Candidats (par ordre d'élimination de bas en haut) |
| Rang | Saison 1 (2003)                                    | Saison 2 (2004)                                    | Saison 3 (2005)                                    | Saison 4 (2006)                                    | Saison 5 (2007)                                    | Saison 6 (2008)                                    | Saison 7 (2009)                                    | Saison 8 (2010)                                    | Saison 9 (2012-2013)                               | Saison 10 (2013-2014)                              | Saison 11 (2014-2015)                              | Saison 12 (2016)                                   | Saison 13 (2017)                                   |
| ---- | -------------------------------------------------- | -------------------------------------------------- | -------------------------------------------------- | -------------------------------------------------- | -------------------------------------------------- | -------------------------------------------------- | -------------------------------------------------- | -------------------------------------------------- | -------------------------------------------------- | -------------------------------------------------- | -------------------------------------------------- | -------------------------------------------------- | -------------------------------------------------- |
| 1    | Jonatan Cerrada                                    | Steeve Estatof                                     | Myriam Abel                                        | Christophe Willem                                  | Julien Doré                                        | Amandine Bourgeois                                 | Soan                                               | Luce                                               | Sophie-Tith                                        | Mathieu Saïkaly                                    | Emji                                               | Paul Plexi                                         | Xavier Matheu                                      |
| 2    | Thierry Amiel                                      | Julien Laurence                                    | Pierrick Lilliu                                    | Miss Dominique                                     | Tigane Drammeh                                     | Benjamin Siksou                                    | Leïla Aissaoui                                     | François Raoult                                    | Florian Bertonnier                                 | Yseult                                             | Mathieu Kolanek                                    | Mia Kalika Rosello                                 | Yadám Andrés Guevara                               |
| 3    | Jean Sébastien Lavoie                              | Amel Bent                                          | Roland Karl                                        | Gaël Faure                                         | Gaëtane Abrial                                     | Cédric Oheix                                       | Camélia Jordana                                    | Ramón Mirabet                                      | Philippe Krier                                     | Pauline de Tarragon                                | Martial Betirac                                    | Manu Galure                                        | Sloń                                               |
| 4    | Alexis Juliard                                     | Laura Tabourin                                     | Mervyn Kennedy-Macfoy                              | Cindy Santos                                       | Julie Mazi                                         | Ycare                                              | Thomas Bonneau                                     | Lussi                                              | Flo Devos                                          | Alvaro Echánove                                    | Pauline Laffitte                                   | Mélanie June                                       | Mathieu Canaby                                     |
| 5    | Laetizia Alberti                                   | Charles Cattaert                                   | Francine Massiani                                  | Valérie Castan                                     | Pierre Darmon                                      | Jules Pélissier                                    | Dalé Grenoble                                      | Benjamin Bohem                                     | Julie Obré                                         | Dana Ali-Ahmad                                     | Micka Aubertin                                     | Maxime Penent                                      | Lilou Robert                                       |
| 6    | Yoann Kelyann                                      | Babeth Lando                                       | Dan Perez                                          | Florian Lesca                                      | Raphaëlle Dess                                     | Lucile Luzely                                      | Damien Vanni                                       | Dave Dario                                         | Paul Kay                                           | Sirine Betton                                      | Maëva Bellocq                                      | Pierre Fabre                                       | Kamisa Negra                                       |
| 7    | Jonathan Hassen-Ali                                | Pascal Crisinel                                    | Sarah Riani                                        | Bruno Rua                                          | Soma Dufour                                        | Thomas Marfisi                                     | Lary Lambert                                       | Annabelle                                          | Timothée Rossignol                                 | Mehdi Dahmane                                      | Nelson Vard                                        | Nirintsoa Rajoharison                              | Ashley Fortes                                      |
| 8    | Cindie Bruzzi                                      | John Zéra                                          | Philippe Léger                                     | Stéphanie Lipstadt                                 | Alex Fondja                                        | Kristov Leroy                                      | Mahdi Jaggae                                       | Stéphanie Vondenhoff                               | Charlotte Morgane Berry                            | Claudia Chu                                        | Kevin Cohen                                        | Caruso                                             | Victor Goun’s                                      |
| 9    | Priscilla                                          | Geoffrey Lupart                                    | Benjamin Delcroix                                  | Beverly                                            | Canelle Zahy                                       | Siân Pottok                                        | Mélissa Nkonda                                     | Sacha Page                                         | Adélaïde Pratoussy                                 | Léopoldine Hummel                                  | Noémie Lemarchand                                  | Caroline Pires                                     | Azza Kamaria                                       |
| 10   | Gabrielle Ducomble                                 | Simongad Barbey                                    | Malik Hemaidi                                      | Joana Boumendil                                    | Ilyès Yangui                                       | Julien Pierson                                     | Yoann Pigny                                        | Marine Villeret                                    | Léa Layne                                          | Hugo Chalan-Marchio                                | Ursula Ravelo                                      | Florie                                             | Ophélie Piche                                      |
| 11   | —                                                  | —                                                  | Corentine Planckaert                               | Célia Perez                                        | Martine                                            | Julie Bessard                                      | Yasmina Bahj                                       | Ambre Dupont                                       | —                                                  | Kim Kitson                                         | Frances Isabel Coontz                              | —                                                  | Béni Radriamandibi                                 |
| 12   | —                                                  | —                                                  | Ségolène Gerlinger                                 | Jean-Charles Chapuis                               | Michel Colyn                                       | Cindy Agostinho                                    | Antoine Vignette                                   | Lucia de Carvalho                                  | —                                                  | Julie Dessoude                                     | —                                                  | —                                                  | Carla de Coignac                                   |
| 13   | —                                                  | —                                                  | Géraldine Jonet                                    | Sophie Claret                                      | Vincent Galahad                                    | Axelle Anduze                                      | Charlotte Robin                                    | Anna Torné                                         | —                                                  | Chehinaze                                          | —                                                  | —                                                  | —                                                  |
| 14   | —                                                  | —                                                  | Rabbia                                             | Vladimir Streiff                                   | Isabelle Ithurburu                                 | Clément Falgous                                    | Maria-Paz                                          | Manon Trinquier                                    | —                                                  | Ezra Van Vliet                                     | —                                                  | —                                                  | —                                                  |
| 15   | —                                                  | —                                                  | Gérôme Gallo                                       | —                                                  | Mounir Ouarab                                      | Fred                                               | Mickaël Frémeaux                                   | Siegfried Martin-Diaz                              | —                                                  | Laura Migné                                        | —                                                  | —                                                  | —                                                  |
| 16   | —                                                  | —                                                  | —                                                  | —                                                  | —                                                  | —                                                  | —                                                  | —                                                  | —                                                  | Marc Touati                                        | —                                                  | —                                                  | —                                                  |

Légende
- Vainqueur de la compétition
- Deuxième de la compétition
- Troisième de la compétition

### Gagnants deNouvelle Star

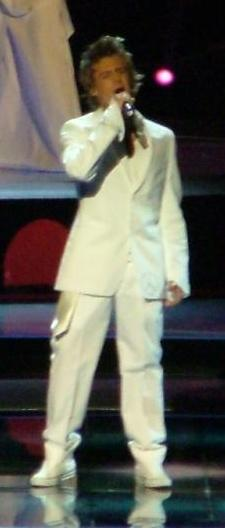
Jonatan Cerrada (saison 1)
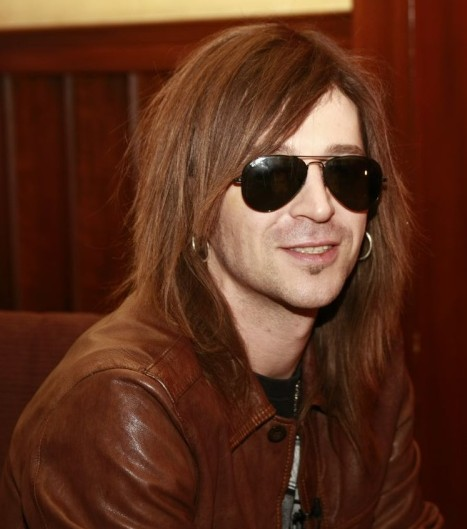
Steeve Estatof (saison 2)
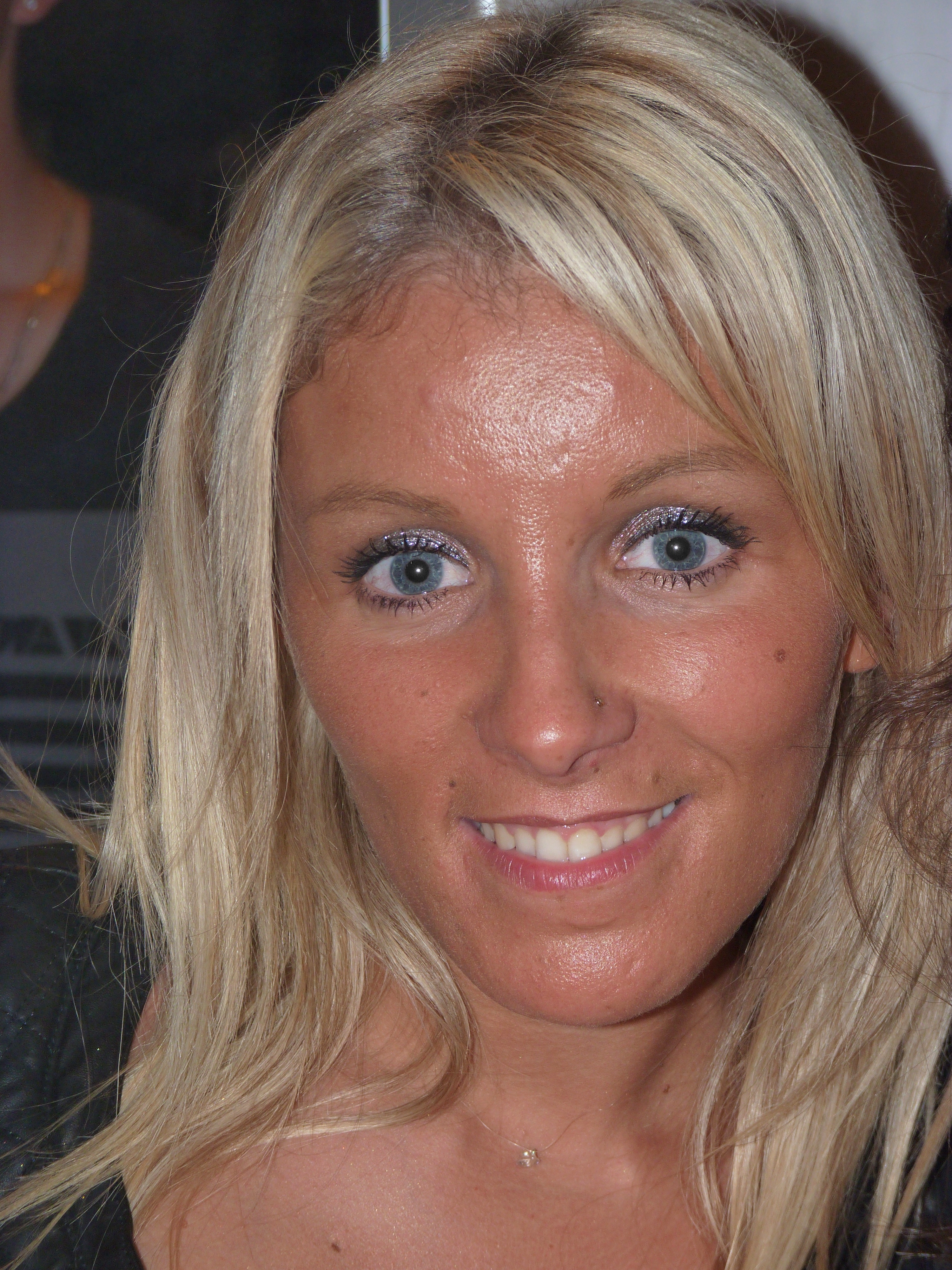
Myriam Abel (saison 3)
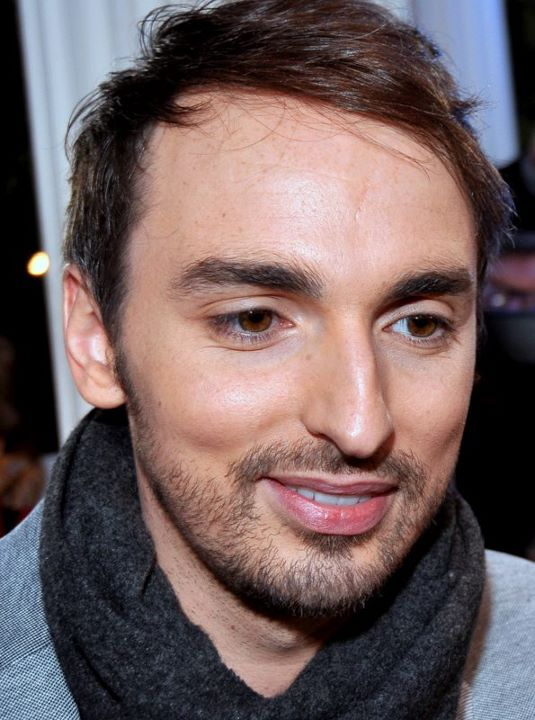
Christophe Willem (saison 4)
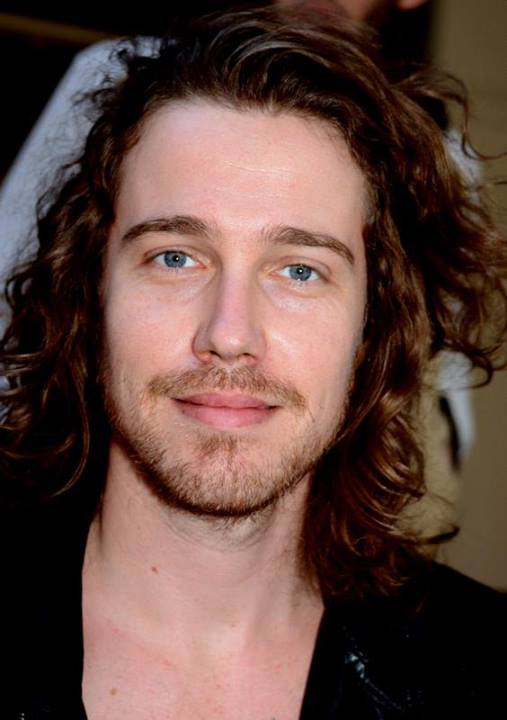
Julien Doré (saison 5)
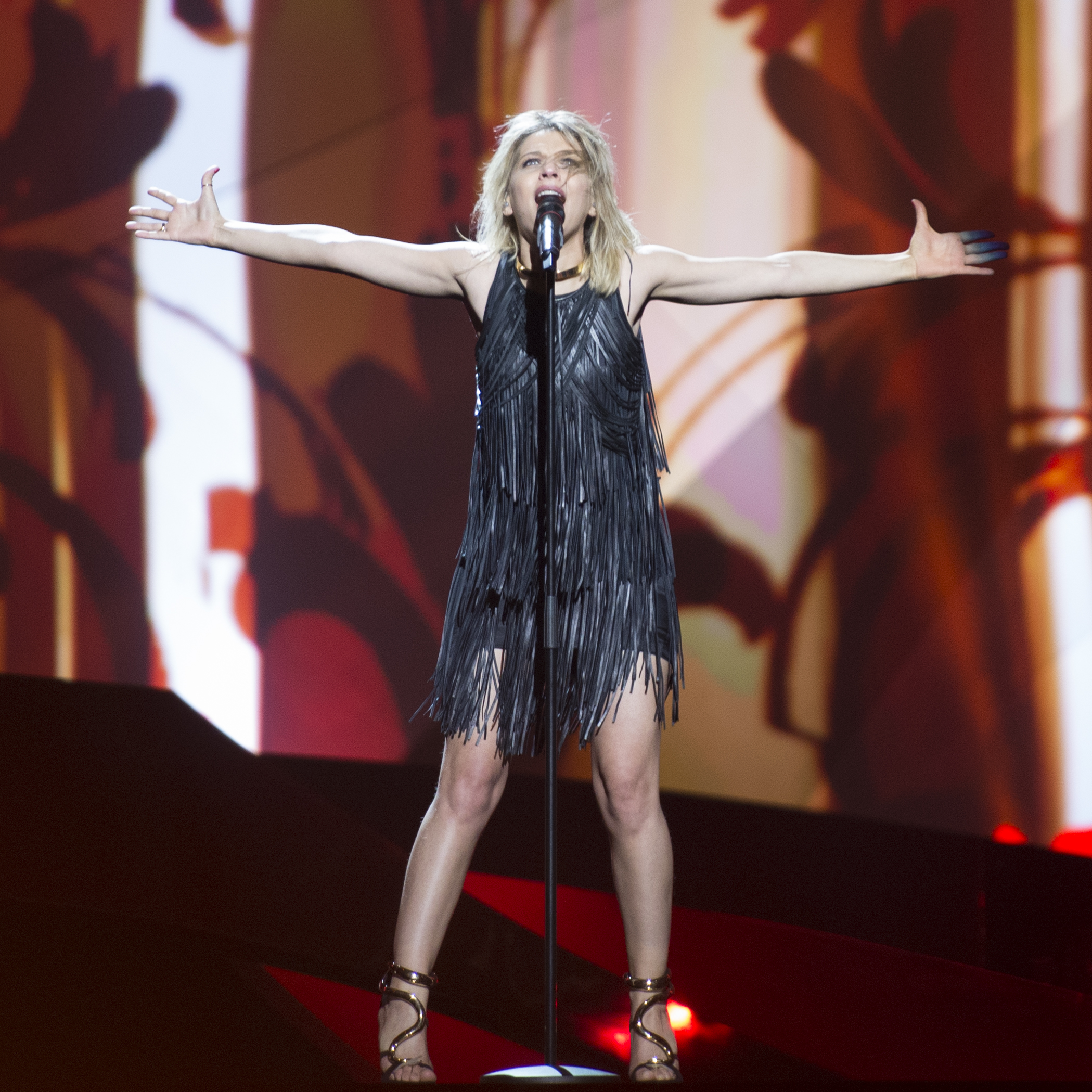
Amandine Bourgeois (saison 6)
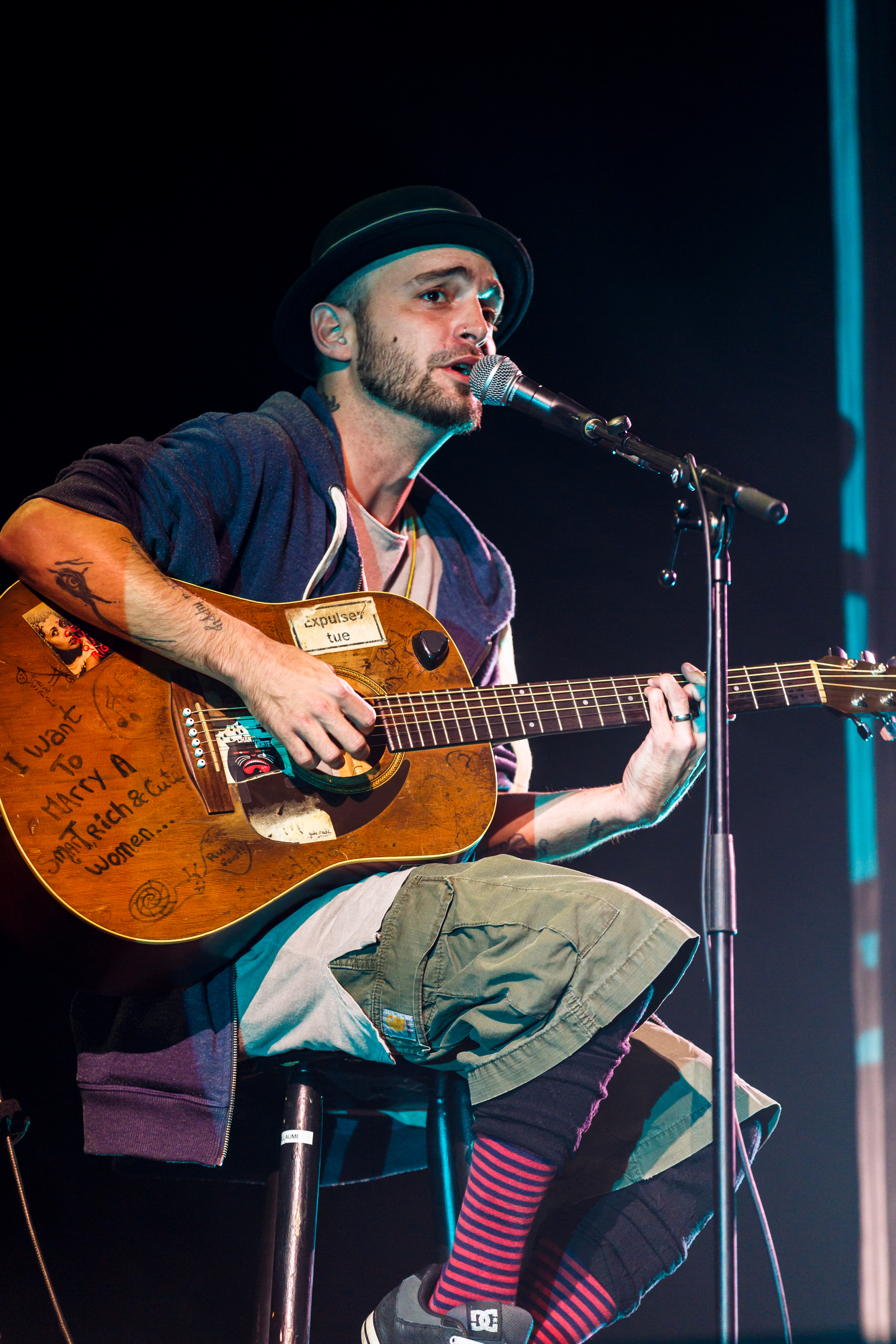
Soan (saison 7)
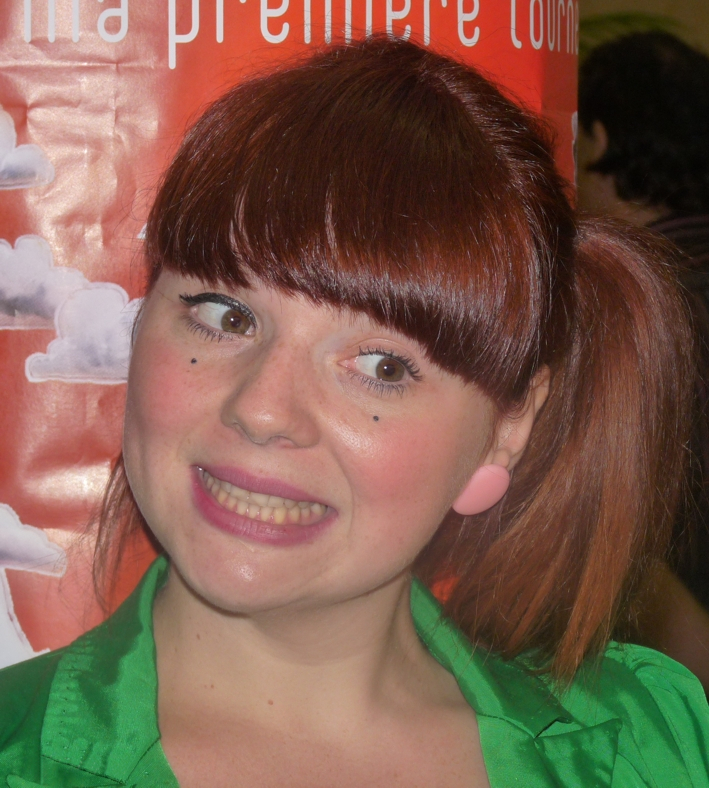
Luce (saison 8)
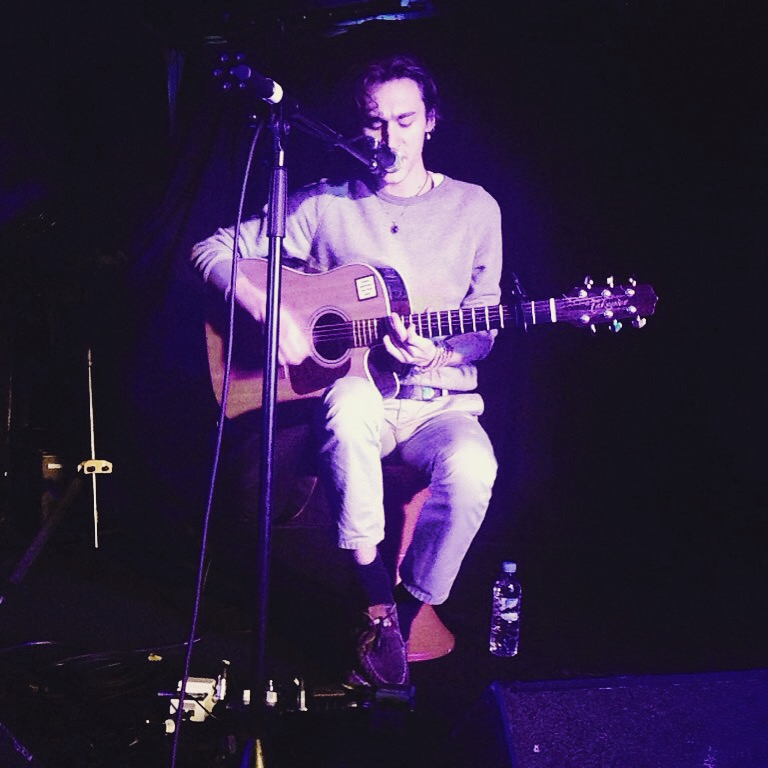
Mathieu Saïkaly (saison 10)
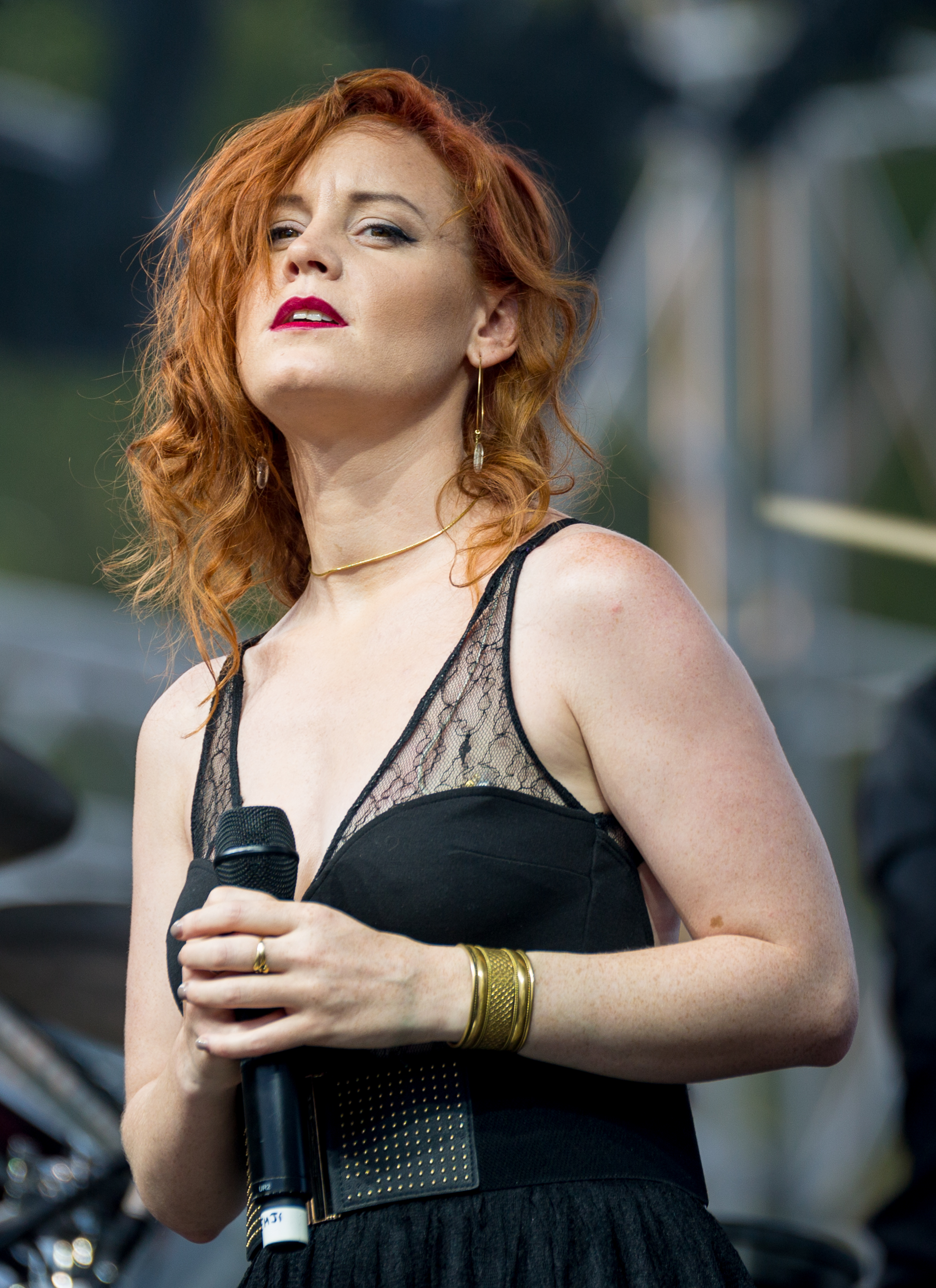
Emji (saison 11)
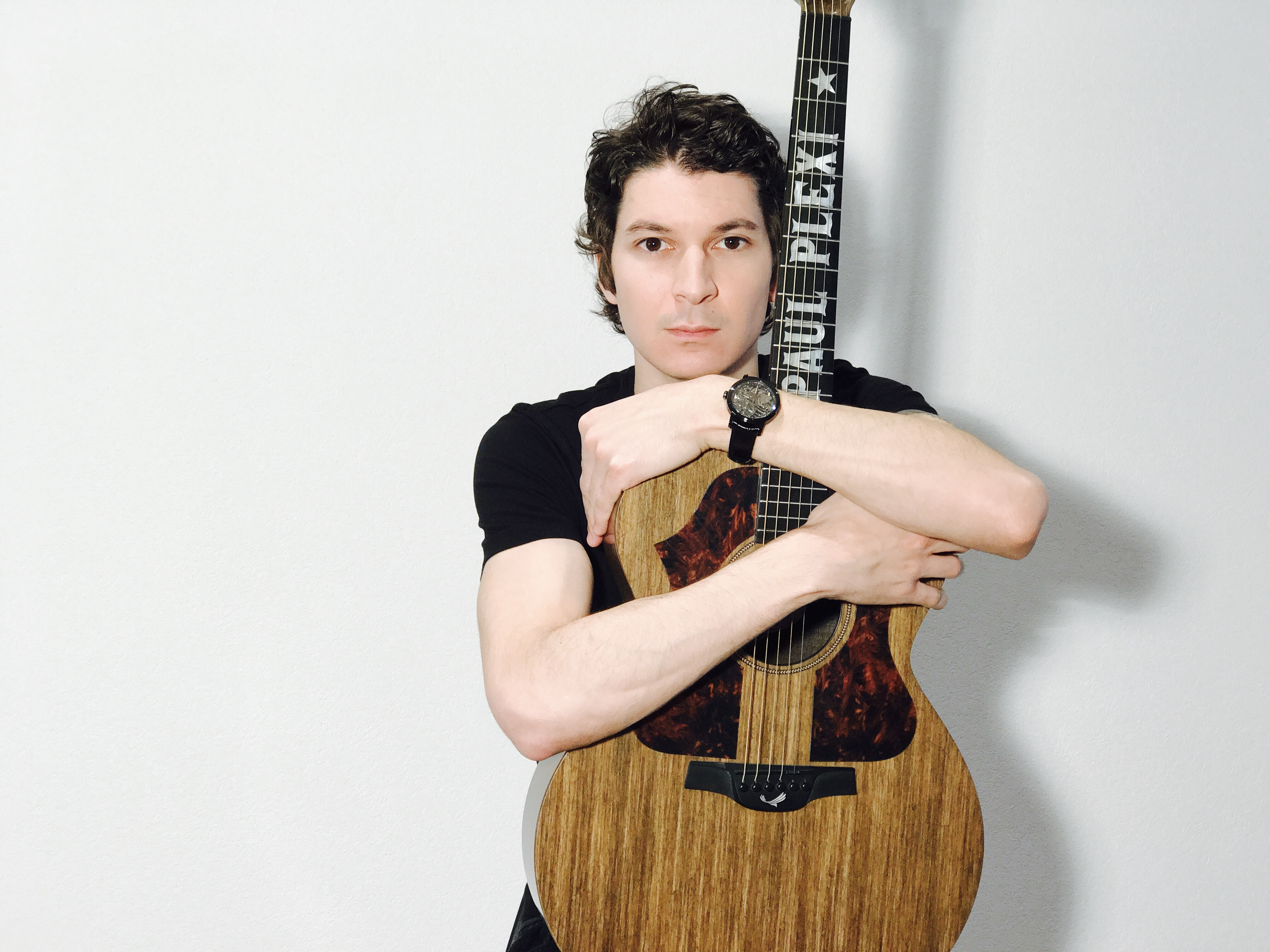
Paul Plexi (saison 12)

Deux vainqueurs de Nouvelle Star ont par la suite représenté la France au Concours Eurovision de la chanson : Jonatan Cerrada en 2004 et Amandine Bourgeois en 2013.

## Les quotidiennes

### Première saison  (2003)
M6 a programmé des émissions quotidiennes d'À la recherche de la Nouvelle Star à 19 heures en semaine. Elles étaient l'occasion de retrouver notamment les témoignages et réactions des candidats. En raison de faibles audiences, l'émission est arrêtée après quatre numéros.

### Saga Nouvelle Star(2007)
Saga Nouvelle Star ou La Saga Nouvelle Star était une émission dérivée, présentée par Virginie Efira et diffusée en quotidienne sur M6, retraçant les différentes saisons de l'émission de télé-crochet Nouvelle Star. Elle a commencé le 7 mai 2007. Le but était de créer un dispositif quotidien autour de l'émission, qui fonctionnait bien en première partie de soirée. Dans chaque numéro, l'animatrice Virginie Efira revenait sur les moments forts d'une saison en particulier, et présentait le Top des Inoubliables internationaux, soit les tops des inoubliables de chaque version différente de Nouvelle Star par pays.
L'émission fut diffusée en access prime time à 19 heures et ce fut un échec, avec une moyenne d'1,1 million de téléspectateurs,. Le programme est arrêté au bout de quelques semaines.

## Audiences
Les audiences lors des diffusions des saisons de Nouvelle Star sur M6 et D8 n'étant pas comparables au vu du mode de diffusion initial des chaînes, elles sont scindées en deux tableaux distincts.
| Chaîne | Présentation       | Jury            | Jury             | Jury              | Jury           | Saison | Audience du lancement | Audience du lancement | Audience du lancement | Audience de la finale | Audience de la finale | Audience de la finale | Audience moyenne | Audience moyenne | Références |
| Chaîne | Présentation       | Jury            | Jury             | Jury              | Jury           | Saison | Date                  | Téléspectateurs       | PDM                   | Date                  | Téléspectateurs       | PDM                   | Téléspectateurs  | PDM              | Références |
| ------ | ------------------ | --------------- | ---------------- | ----------------- | -------------- | ------ | --------------------- | --------------------- | --------------------- | --------------------- | --------------------- | --------------------- | ---------------- | ---------------- | ---------- |
| M6     | Benjamin Castaldi  | André Manoukian | Dove Attia       | Lionel Florence   | Varda Kakon    | 1      | 27 mars 2003          | 3 500 000             | NC                    | 10 juillet 2003       | 3 100 000             | 18,1 %                | 3 300 000        | NC               |            |
| M6     | Benjamin Castaldi  | André Manoukian | Dove Attia       | Manu Katché       | Marianne James | 2      | 11 février 2004       | 4 500 000             | NC                    | 13 mai 2004           | 4 100 000             | 19,7 %                | 4 300 000        | NC               |            |
| M6     | Benjamin Castaldi  | André Manoukian | Dove Attia       | Manu Katché       | Marianne James | 3      | 10 février 2005       | 5 200 000             | NC                    | 12 mai 2005           | 4 500 000             | 21,3 %                | 4 850 000        | NC               |            |
| M6     | Benjamin Castaldi  | André Manoukian | Dove Attia       | Manu Katché       | Marianne James | 4      | 22 février 2006       | 5 000 000             | NC                    | 8 juin 2006           | 5 900 000             | 27,6 %                | 5 450 000        | NC               |            |
| M6     | Virginie Efira     | André Manoukian | Dove Attia       | Manu Katché       | Marianne James | 5      | 28 février 2007       | 5 800 000             | NC                    | 13 juin 2007          | 4 000 000             | 17,9 %                | 4 900 000        | NC               |            |
| M6     | Virginie Efira     | André Manoukian | Sinclair         | Philippe Manœuvre | Lio            | 6      | 21 février 2008       | 4 700 000             | NC                    | 11 juin 2008          | 4 100 000             | 18,0 %                | 4 400 000        | 19,8 %           |            |
| M6     | Virginie Guilhaume | André Manoukian | Sinclair         | Philippe Manœuvre | Lio            | 7      | 24 février 2009       | 4 600 000             | NC                    | 9 juin 2009           | 3 800 000             | 16,2 %                | 4 200 000        | 18,2 %           |            |
| M6     | Virginie Guilhaume | André Manoukian | Marco Prince     | Philippe Manœuvre | Lio            | 8      | 2 mars 2010           | 3 800 000             | 14,7 %                | 16 juin 2010          | 3 600 000             | 15,3 %                | 3 352 000        | 14,4 %           | [ 19 ]     |
|        |                    | André Manoukian |                  |                   |                |        |                       |                       |                       |                       |                       |                       |                  |                  |            |
| D8     | Cyril Hanouna      | André Manoukian | Sinclair         | Olivier Bas       | Maurane        | 9      | 11 décembre 2012      | 1 490 000             | 5,7 %                 | 26 février 2013       | 1 807 000             | 8,0 %                 | 1 704 000        | 7,1 %            | ,          |
| D8     | Cyril Hanouna      | André Manoukian | Sinclair         | Olivier Bas       | Maurane        | 10     | 31 octobre 2013       | 1 320 000             | 5,6 %                 | 20 février 2014       | 1 111 000             | 5,2 %                 | 1 234 000        | 5,5 %            | ,          |
| D8     | Benjamin Castaldi  | André Manoukian | Sinclair         | Yarol Poupaud     | Élodie Frégé   | 11     | 27 novembre 2014      | 1 118 300             | 5,2 %                 | 12 mars 2015          | 1 096 000             | 4,9 %                 | 1 120 000        | 5,0 %            | ,          |
| D8     | Laurie Cholewa     | André Manoukian | Sinclair         | JoeyStarr         | Élodie Frégé   | 12     | 16 février 2016       | 1 072 000             | 4,4 %                 | 3 mai 2016            | 478 000               | 2,3 %                 | 849 000          | 4,0 %            | [ 27 ]     |
|        |                    |                 |                  |                   |                |        |                       |                       |                       |                       |                       |                       |                  |                  |            |
| M6     | Shy'm              | Benjamin Biolay | Nathalie Noennec | Dany Synthé       | Cœur de pirate | 13     | 1er novembre 2017     | 2 549 000             | 11,9 %                | 20 décembre 2017      | 1 341 000             | 6,0 %                 | 1 660 000        | 8,9 %            | [ 28 ]     |

Légende :
- Plus hauts chiffres d'audience
- Plus bas chiffres d'audience

| Légende : Saison 9 / Saison 10 / Saison 11 / Saison 12 / Saison 13 Le Prime 7 de la saison 13 fût diffusé en seconde partie de soirée |